# ISFET

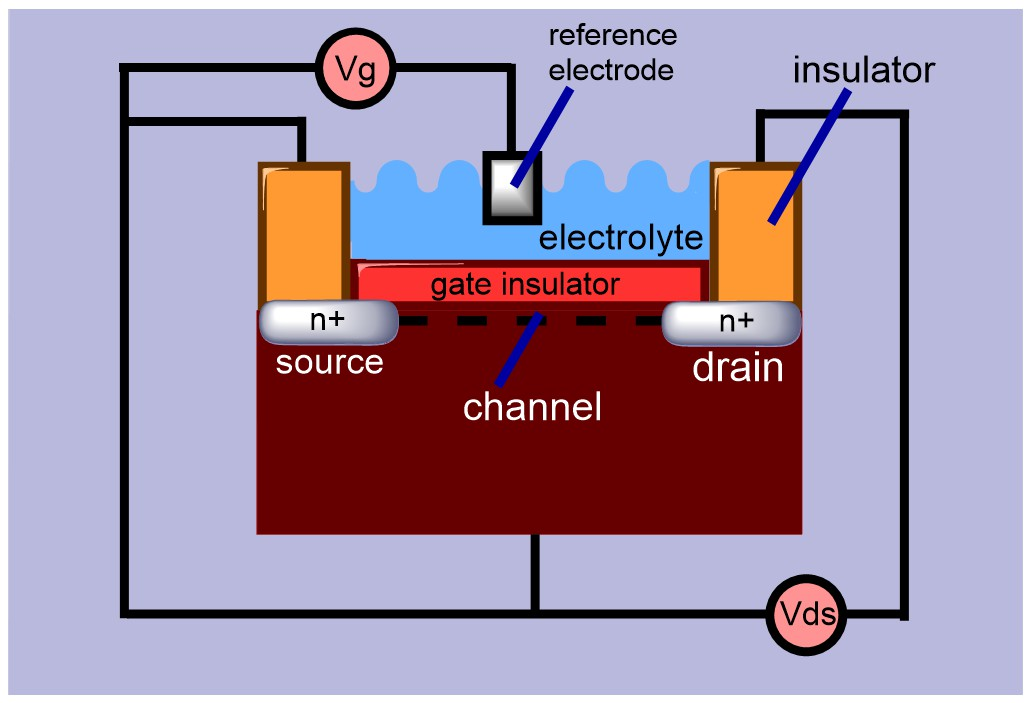
Mô hình hoạt động của ISFET. Dòng điện trong kênh từ cực máng (drain) đến cực nguồn (source), được kiểm soát bởi điện thế cực cửa (gate). Điện cực tham chiếu để xác định điện áp mốc.

Transistor hiệu ứng trường nhạy ion, viết tắt theo tiếng Anh là ISFET (ion-sensitive field-effect transistor), là MOSFET được chế tạo thành cảm biến nhạy cảm ion để đo nồng độ ion trong dung dịch xác định. Trong cảm biến này thay cho cực gate truyền thống bằng kim loại, một lớp nhạy cảm với ion xác định được đưa lên bề mặt lớp cách điện, tiếp xúc với dung dịch cần đo. Quá trình điện hóa dẫn đến phát sinh điện tích tích lũy ở mặt lớp, và từ đó tạo ra điện trường điều khiển dòng qua transistor. Những chất nhạy ion H+ thường dùng là SiO2, Si3N4, Al2O3 và Ta2O5. Hệ thống đo có bố trí điện cực tham chiếu nhằm loại trừ điện thế điện cực.
ISFET được phát minh vào năm 1970, và được dùng vào cảm biến sinh học (Bio-FET) đầu tiên. Sau đó là phát triển các loại transistor hiệu ứng trường nhạy enzym (ENFET), transistor hiệu ứng trường nhạy cảm pH (pHFET), transistor hiệu ứng trường nhạy cảm với khí (GASFET),...